# Jerry Seinfeld (personaggio)
Jerry Seinfeld è un personaggio della sitcom statunitense Seinfeld, interpretato da Jerry Seinfeld e doppiato, nella versione italiana, da Sandro Acerbo. Uomo in versione semi-romanzata del comico Jerry Seinfeld da cui prende anche il nome, co-creata ed interpretata dallo stesso Seinfeld. La serie ruota attorno alle disavventure di Jerry del suo migliore amico George Costanza, dl vicino Cosmo Kramer e l'ex fidanzata Elaine Benes. Di solito è la voce della ragione tra le buffonate dei suoi amici e il punto focale della relazione di amicizia del gruppo.
In contrasto con i personaggi secondari della serie, raramente si imbatte in grossi problemi personali. Jerry è l'unico personaggio principale dello show a mantenere la stessa carriera (un cabarettista, come il vero Seinfeld) per tutta la serie. È il personaggio più osservativo, che commenta sarcasticamente le abitudini bizzarre dei suoi amici. Gran parte dell'azione dello spettacolo si svolge nell'appartamento di Jerry situato a New York City al 129 West 81st Street, appartamento 5A. Lui e i suoi amici prendono spesso caffè o consumano pasti insieme al Monk's Café.
Jerry è apparso in tutti i 180 episodi di Seinfeld (inclusi diversi episodi in due parti) ed è l'unico personaggio dello show ad apparire in ogni episodio.

## Personalità
Nell'ambientazione dello spettacolo, Jerry è un uomo eterosessuale, una figura che è "capace di osservare il caos che lo circonda ma non sempre esserne parte". Le trame che coinvolgono Jerry spesso riguardano le sue varie relazioni: Jerry trova spesso ragioni stupide per rompere con le donne. Jerry è generalmente indifferente a ciò che accade nella vita dei suoi amici, vedendo i loro problemi solo come una distrazione divertente, nonché un'opportunità per creare materiale per i suoi sketch. Spesso gioca con i loro schemi folli, persino incoraggiandoli, spesso solo per vederli fallire. Nell'episodio Tecnica di rilassamento, Jerry è perplesso dalla sua esperienza di pianto, chiedendo "Cos'è questa scarica salata?" In La Fondazione Elaine sottolinea che non ha "mai provato rimorso". Spesso affermerà con nonchalance: "È un peccato" quando succede qualcosa di brutto. Uno scherzo ricorrente è che Jerry si comporta in modo non cavalleresco nei confronti di Elaine, come non aiutarla a trasportare generi alimentari o oggetti pesanti, ignorarla quando è arrabbiata e prendere un upgrade di prima classe su un volo per se stesso, lasciando Elaine in economy. Jerry, George ed Elaine condividono tutti una caratteristica generale di non lasciare andare le osservazioni di altri personaggi e fare di tutto per dimostrare di avere ragione. In un episodio, Jerry affitta una casa in Toscana, solo perché il ragazzo di Elaine gli ha detto che non ce n'erano disponibili.
Nonostante la sua solita indifferenza per i suoi amici e le loro azioni, Jerry apparentemente è molto soddisfatto della sua vita e si sente preoccupato per qualsiasi cosa possa minacciare lo stile di vita del gruppo. In Troppi invitati, ad esempio, Jerry ammette di sentirsi depresso per il matrimonio di George, visto che George alla fine lascerà il gruppo e Jerry non lo vedrà mai più.
 Una volta che Elaine gli dice che anche lei sta "uscendo" dal gruppo, Jerry diventa così preoccupato per un futuro prossimo in cui saranno solo lui e Kramer che senza accorgersene viene quasi investito da un'auto mentre attraversa la strada. In Bizarro Jerry, Jerry è anche preso dal panico per aver perso la dinamica del gruppo quando Kramer è troppo impegnato con il suo lavoro ed Elaine se ne va temporaneamente per unirsi al gruppo Bizarro, affermando che "L'intero sistema si sta rompendo!"
 In una scena cancellata dall'episodio La lettera, afferma che i suoi amici "non sono più importanti" delle sue amiche, ma "sono altrettanto importanti".

A differenza di George ed Elaine, Jerry incontra raramente grossi problemi personali. In L'esatto contrario, questa tendenza è esplicitamente sottolineata, poiché Jerry attraversa una serie di esperienze dopo le quali invariabilmente "va in pareggio", anche se i suoi amici stanno attraversando periodi intensi di successo o fallimento. In Pane di segale, durante un periodo particolarmente difficile per Elaine, dice con rabbia a Jerry: "Sai, uno di questi giorni ti accadrà qualcosa di terribile. E' necessario!" Jerry risponde semplicemente: "No, starò bene". Molti dei problemi che incontra sono il risultato delle azioni della sua nemesi Newman, un impiegato delle poste.
Tuttavia, Kramer convince Jerry a fare cose che è riluttante a fare. In diverse discussioni con Jerry, Kramer è incredibilmente testardo, proteggendo i propri interessi. Jerry indossa sempre un abito ogni volta che deve recitare in cabaret. Come George, l'acconciatura di Jerry rimane relativamente invariata per tutta la serie.
Come nella vita reale, Jerry è un fan dei personaggi dei fumetti, in particolare di Superman. Tiene spesso discussioni serie sul personaggio e mette in relazione le situazioni dei suoi amici con concetti e personaggi del mondo di Superman. Una statua di Superman è sempre visibile nel suo appartamento.
Jerry ha molto successo finanziariamente ed è professionalmente stabile rispetto ai suoi amici. Non sembra mai essere a corto di soldi, rispetto a George ed Elaine, le cui carriere attraversano alti e bassi. Per tutta la serie Jerry subisce numerose perdite finanziarie e materiali, ma queste non sembrano avere un impatto a lungo termine sulla sua situazione. Ad esempio, Jerry compra a suo padre una Cadillac Fleetwood e in Questione di denaro la riacquista indietro dopo che i suoi genitori l'hanno venduta, spendendo oltre $ 20.000. In L'appartamento, viene rivelato che Jerry potrebbe facilmente prestare a Elaine $ 5.000 per un appartamento. Nonostante la sua apparente sicurezza finanziaria, i suoi genitori si offrono di pagare tutto quando vanno a trovarlo (anche se non hanno soldi, come si vede in Il portafogli (parte 2))
 e occasionalmente lo esortano a trovare un nuovo lavoro.
Jerry ha un'ossessiva insistenza sulla pulizia e l'ordine. In La buca, Jerry fa cadere inavvertitamente lo spazzolino della sua ragazza nella tazza del gabinetto e, dopo che lei lo usa, non riesce a convincersi a baciarla. Per vendetta, mette un suo oggetto nel gabinetto senza dirgli cosa fosse; un Jerry sconvolto, pensando che potrebbe essere qualsiasi cosa, finisce per buttare via praticamente ogni oggetto nel suo appartamento in preda al panico. Elaine suggerisce che la sua pulizia rasenta un grave disordine. In La scommessa, lancia una cintura perché ha toccato il bordo di un orinatoio. In Il divano nuovo, dopo che il disturbo gastrointestinale di Poppie lo ha fatto urinare sul divano di Jerry, Jerry, invece di pulire il cuscino, regala il divano.

## Background
Jerry e George sono cresciuti a New York. George ricorda in La coppia gay che i due erano amici sin da un incontro a lezione di ginnastica ai tempi della scuola.
 In Indietro tutta!, Jerry afferma di aver picchiato una volta George in quarta elementare. I flashback in episodi come La biblioteca ritraggono Jerry e George al liceo. Una pizzeria che hanno frequentato è ritratta in Frogger. Jerry e George hanno frequentato la scuola insieme alla Edward R. Murrow Middle School, John F. Kennedy High School e Queens College.
Dopo il college, Jerry ha lavorato brevemente come venditore ombrelli e afferma di aver inventato la rotazione per rendere l'ombrello più attraente agli acquirenti. Alla fine ha lasciato il lavoro per concentrarsi maggiormente sulla sua carriera comica.

## Famiglia
I genitori di Jerry sono Morty e Helen Seinfeld, una coppia in pensione di Ebrei che vive in Florida. A differenza di George, che di solito non sopporta i suoi genitori, Jerry va abbastanza d'accordo con i suoi genitori, ma preferisce comunque che vivano in Florida piuttosto che a New York, in modo che non interferiscano con la sua vita privata (una "zona cuscinetto"). Sebbene sia nato e cresciuto come ebreo e si consideri un ebreo, Jerry apparentemente non pratica e generalmente non osserva molte tradizioni. In Il padrino, implica di essere circonciso, chiedendo ripetutamente alle persone se ne hanno "mai visto uno" - in riferimento a un pene non circonciso. Menziona anche di avere una sorella nell'episodio Il ristorante cinese, anche se non viene mai nominata, non appare mai sullo schermo e non viene mai più menzionata dopo questo episodio. Per evitare il suo vecchio amico Joel in L'amico insopportabile, Jerry finge di aver promesso di fare da tutore a suo nipote; non è chiaro se il nipote esista davvero o sia semplicemente inventato come parte della scusa.
Jerry ha uno zio eccentrico, Leo, che appare in 15 episodi. Lo zio Leo ha un figlio, il cugino Jeffrey, che lavora per il dipartimento dei parchi, di cui parla costantemente, ma che non compare mai. In L'investigazione, Jerry parla con uno "zio Mac", così come un cugino "Artie Levine". In La verità, Jerry menziona un cugino di nome "Douglass" che ha una dipendenza da Pepsi. In Il pony fatale, Helen, Morty, Jerry, Elaine e Leo partecipano a una festa per il 50º anniversario di Manya e Isaac, una coppia di anziani la cui relazione con Jerry non è mai definita esplicitamente. Manya è descritto come un immigrato Polacco. Nello stesso episodio, Jerry fa riferimento ad avere una "zia Rose", ed Helen menziona un membro della famiglia di nome "Claire" che si sta per sposare. Nell'episodio Il regalo, Jerry menziona una "zia Silvia", che paragona a Elaine in termini di conversazione.
La nonna materna di Jerry, Nana, è una donna anziana con problemi di memoria, a volte incapace di distinguere il passato dal presente, che vive da sola in città. Nana fa apparizioni in Buone maniere, Saluto con un bacio e La caricatura.

## Relazioni
Jerry ha un approccio distaccato nei confronti delle relazioni e rompe con le donne per il più piccolo dei motivi. Secondo l'uscita in DVD della nona stagione della serie, Jerry ha avuto 73 diverse amiche viste o a cui si è accennato nel corso della serie.

### Elaine
Jerry e Elaine hanno avuto una relazione a lungo termine prima dell'inizio della serie. Durante le prime due stagioni, questa relazione passata continua ad avere un impatto sulla loro amicizia. Ne L'investigazione, i tentativi di Jerry di flirtare con un'altra donna di fronte a Elaine creano imbarazzo tra di loro. In L'affare, creano una serie di regole in base alle quali possono dormire insieme ma rimanere solo amici. Tuttavia, alla fine dell'episodio, i due decidono di essere di nuovo una coppia. Gli episodi successivi li mostrano a proprio agio nel ruolo di amici, e i creatori di "Seinfeld" Larry David e Jerry Seinfeld in seguito hanno ammesso di aver semplicemente dimenticato che L'affare si è concluso con Jerry ed Elaine come una coppia.
In Vero o finto, Jerry è sconvolto nell'apprendere che Elaine ha simulato tutti i suoi orgasmi mentre erano insieme. Il fatto causa tali problemi tra i due, che Elaine e Jerry fanno sesso insieme nel tentativo di salvare la loro amicizia.
In Tecnica di rilassamento, le emozioni di Jerry emergono dopo essere stato rinchiuso dentro di lui. Confessa l'amore per Elaine e le propone. Più tardi, l'orribile storia della vita di George lo spaventa di nuovo nel suo comportamento un tempo disinvolto e lui riprende la sua proposta, con grande sgomento di Elaine poiché era disposta a sposarsi.
In Pericoli pubblici, Jerry ed Elaine sono su un aereo che sta attraversando una forte turbolenza. Credendo che stiano per morire, Elaine grida "Jerry, ho sempre amato..." ma l'aereo si stabilizza prima che possa finire la frase. Più tardi, Jerry chiede a Elaine cosa stava per dire, a cui lei risponde "Ho sempre amato United Airlines".
Nell'episodio della reunion presente nella settima stagione di Curb Your Enthusiasm, viene rivelato negli anni trascorsi dal finale Jerry ha donato lo sperma a Elaine che la quale ha avuto una figlia, che ha iniziato a chiamare Jerry " Zio Jerry", ma alla fine dell'episodio, si dice che ora si riferisce a lui come "papà", per il chiaro disagio di Jerry ed Elaine.

### Altre relazioni lunghe
Oltre a Elaine, Jerry ha frequentato solo poche altre donne per più di un episodio:
- Inizia ad uscire con Vanessa ne L'investigazione e rompe con lei in Investimenti incauti durante uno scomodo viaggio nel fine settimana in Vermont.
- Esce con Marla, una donna virginale nel settore degli armadi, in La vergine e in 	La scommessa e con Tia, una modella, in L'aeroporto e in L'equivoco.
- Esce con Dolores (di cui dimentica il nome, supponendo che sia Mulva, avendo l'indizio che fa rima con una parte dell'anatomia femminile) in L'intervento e in La fondazione (Stagione 4 poi Stagione 8).
- Esce con Rachel in Gli impermeabili (un episodio in due parti), Gita ad Hampton e L'esatto contrario. Rachel pone fine alla relazione, ma Jerry, che è "anche Steven", non si arrabbia ed è fiducioso che troverà un'altra ragazza.
- Si fidanza con la sua ragazza "perfetta", Jeannie, nel finale della settima stagione, Troppi invitati. Nel primo episodio della stagione 8, La fondazione, Jerry dice a Elaine di aver avuto una rottura perfettamente reciproca con Jeannie durante l'estate.

### Newman
Jerry ha un odio di lunga data per Newman, descrivendolo come il suo "nemico giurato" in L'appartamento e mostrando un generale disprezzo per lui ad ogni loro incontro. Newman di solito ricambia, anche se altre volte sembra piuttosto soddisfatto dell'ostilità di Jerry, come se fosse una testimonianza della sua efficacia nell'irritarlo. L'origine della loro faida non viene mai spiegata.
Il saluto sprezzante di Jerry per lui, "Hello, Newman", diventa un segno distintivo della loro relazione. Jerry vuole sbarazzarsi di Newman così tanto che una volta lo ha persino aiutato nel suo percorso postale in modo che potesse ottenere un prezioso trasferimento alle Hawaii (L'appartamento).
Nonostante la loro relazione antagonista, Jerry e Newman hanno finito per lavorare all'unisono in rare occasioni. In Il commercialista sniffatore, Jerry ha lavorato con Kramer e Newman per scoprire se il loro contabile era drogato. Alcuni casi definirebbero persino la loro relazione come di amicizia, o almeno di tolleranza reciproca, costruita attorno al loro amico condiviso, Kramer. In Caccia al ladro (episodio in due puntate) non si fa scrupoli a lasciare Kramer e Newman da soli nel suo appartamento, confidando che "si terranno d'occhio".

## Accoglienza
Nel 2007, Entertainment Weekly ha inserito il personaggio di Jerry Seinfeld all'ottavo posto nella lista delle "50 migliori icone TV". Per la sua interpretazione, Jerry Seinfeld è stato candidato quattro volte per il Golden Globe Award come Miglior attore in una serie televisiva – Musical o commedia, di cui ne ha vinto uno, oltre ad essere stato candidato cinque volte per il Primetime Emmy Award come Miglior attore protagonista in una serie comica, non vincendone alcuno.